# District de Minamiakita
Le district de Minamiakita (南秋田郡, Minamiakita-gun) est un district de la préfecture d'Akita au Japon.
Lors du recensement de 2000, sa population était de 72 716 habitants pour une superficie de 591 km2.

## Communes du district
- Gojōme
- Hachirōgata
- Ikawa
- Ōgata